# Listă de scriitori de limbă germană/I
| Vezi: I - Im In - Iz |
| -------------------- |

## I - Im
- Maria Ibele (1891–1979)
- Johann Ickes (1896–1966)
- Theodor Ickler (n. 1944)
- Lucie Ideler (1851–1910)
- August Wilhelm Iffland (1759–1814)
- Andreas Igel, de fapt Alfred Richter (1890–?)
- Jayne-Ann Igel, înainte Bernd Igel (n. 1954)
- Jutta Ihlenfeld (1866–?)
- Kurt Ihlenfeld (1901–1972)
- Paul Ilg (1875–1957)
- Pedro Ilgen (1869–1920)
- Anna Lydia Ilgenstein (1880–1964)
- Josef Ilmberger (1899–1982)
- Ursula Isbel (n. 1942)
- Benno Imendörffer
- Pierre Imhasly (n. 1939)
- Carl Leberecht Immermann (1796–1840)
- Toni Impekoven (1881–1947)

## In - Iz
- Marcus Ingendaay (n. 1958)
- Paul Ingendaay (n. 1961)
- Meinrad Inglin (1893–1971)
- Felix Philipp Ingold (n. 1942)
- Lotte Ingrisch (n. 1930)
- Franz Innerhofer (1944–2002)
- Adolf Innerkofler (1872–1942)
- Bozena Intrator (n. 1964)
- Josef Ippers (1932–1989)
- Ralf Isau (n. 1956)
- Bernd Isemann (1881–1967)
- Rolf Italiaander (1913–1991)
- Joseph Albrecht von Ittner (1754–1825)
- Berta Itzerott-Buchholtz (1833–1919)
- Karl Itzinger (1888–1948)
- Vintilă Ivănceanu (1940–2008)
- Axel Ivers